# Paranauphoeta limbata
Paranauphoeta limbata är en kackerlacksart som beskrevs av Henri Saussure 1869. Paranauphoeta limbata ingår i släktet Paranauphoeta och familjen jättekackerlackor. Inga underarter finns listade i Catalogue of Life.